# Maracaynatum stridulans
Maracaynatum stridulans is een hooiwagen uit de familie Samoidae.